# ウィチャイチャーン副王
クロムプララーチャワンボーウォーンウィチャイチャーン（ タイ語: กรมพระราชวังบวรวิไชยชาญ）または、プラオンチャオヨートインヨット（พระองค์เจ้ายอดยิ่งยศ、1838年4月6日 - 1885年8月28日）は、タイ王国の王子であり、 チャクリー王朝の王族である。 彼は副王だったピンクラオとエーム王女の長男で、ラーマ4世の甥にあたる人物である。 1868年にいとこにあたるラーマ5世の治世において父の後を継ぎ、副王宮とそれを司る副王の地位を与えられた。ウィチャイチャーン副王の時代において、副王の権力は非常に強く、国王に匹敵する程であり、 結果として、ワンナー事件が勃発した。この事件で副王は敗北し、私兵は解散させられ、副王の権力は大幅に減少した。 1885年に副王は死去し、その後副王は廃され、その役割は王太子に移行した。